# M/S Stena Gothica
M/S Stena Gothica är ett RoPax-fartyg som tillhör Stena Line.
Ursprungligen beställd av Castello Shipping i Grekland som M/S Lucky Rider. Men på grund av ekonomiska problem hos beställaren hamnade hon först hos en Cypriotisk ägare för att sedan säljas på auktion, varefter hon 1984 hamnade hos Stena som M/S Stena Driver.
Under denna tid gick hon först för Nordö Link mellan Malmö och Travemünde och efter Stenas övertagande dels mellan Göteborg och Travemünde, dels mellan Moss och Fredrikshamn. 1985 såldes hon dock vidare till Sealink och trafikerade under namnet M/S Seafright Freeway ett flertal linjer kring Storbritannien fram till 1988. Därefter upplagd innan hon 1991, efter ett antal ägarbyten, byggdes om till bil och passagerarfärja för DSB färjedivision och fick namnet M/S Ask.
För DSB sattes hon in på linjen Århus-Kalundborg. 1993 fick hon nytt maskineri och 1997 följde hon med till det nybildade Scandlines. Från 1998 har hon gått på ett flertal kortare uppdrag främst på Östersjön. 2001 blev hon förlängd och 2012 följde hon med i Stena Lines köp av Scandlines.
Under sommaren 2015 tog hon tillfälligt över trafiken mellan Göteborg och Fredrikshavn sedan M/S Stena Jutlandica kolliderat utanför Vinga fyr den 19 juli 2015 med tankfartyget Ternvind.[källa behövs] Fartyget var sedan tidigare planerad att ersätta M/S Stena Scanrail mellan Göteborg och Frederikshavn, men flyttades upp tidigare. I samband med detta fick fartyget namnet M/S Stena Gothica.
Någon längre tillvaro på linjen Göteborg - Fredrikshamn blev det emellertid inte utan M/S Gothica fortsatte på olika tillfälliga uppdrag för Stena Line. I mitten av september 2018 ersattes hon av M/S Stena Vinga som tredje fartyg på Göteborg - Fredrikshamn. Därefter gick M/S Stena Gothica huvudsakligen på Travemünde - Liepaja tills hon började trafikera den nystartade linjen Nynäshamn-Hangö. Den senare linjen lades dock ner i oktober 2023 och därefter har Stena Gothica återupptagit rollen som ersättningsfärja på Stena Lines övriga linjer.